# Parlament von Gibraltar
Das Parlament von Gibraltar ist die Legislative des britischen Überseegebiets.

## Geschichte
Das 1950 gegründete Gibraltar Legislative Council war die Legislative von Gibraltar bis zur Gründung des Gibraltar House of Assembly im Jahre 1969. Seit 2006 wird es als Gibraltar Parliament bezeichnet. Aufgabe des Parlaments ist die Verabschiedung von Gesetzen. Im Einkammerparlament sitzen seit der Parlamentswahl 2007 17 gewählte Abgeordnete und ein – von einer einfachen Mehrheit der Abgeordneten gewählter – Sprecher. Von der Parlamentswahl 1969 bis zur Parlamentswahl 2007 waren es 15 gewählte Abgeordnete. Die Struktur und Bezeichnung des Parlaments wurde mit der Verfassung von 2006 neu gestaltet.

## Parlamentsgebäude
Das Parlamentsgebäude, das 1817 erbaut wurde, befindet sich an der Main Street und am John Mackintosh Square. Am 28. August 1969 wurde das Gebäude als Parlamentsgebäude vom Gouverneur Admiral Varyl Begg eröffnet.

## Aktuelle Parlamentsmitglieder
Das Parlament von Gibraltar hat 17 Mitglieder.